# Santana Tovar
Santana Tovar (–2017) fue un misionero evangélico venezolano y yekuana. Figura influyente entre los yekuanas adecos, fue representante del Alto Orinoco bajo el gobierno de Bernabé Gutiérrez. Su aldea natal, Alacrán, fue fundada en el Alto Padamo por tres familias que escaparon de los barones del caucho a principios del siglo XX. Su familia abandonó Alacrán y se desplazó a varias aldeas fallidas río abajo, aprendiendo habilidades y perdiendo a su padre adoptivo y a su suegro en el camino. Los fracasos llevaron a la familia a unirse a la aldea del capitán Turón, Majacuña, la cual estaba en el río Cunucuncuma y tenía alrededor de cuarenta familias. El grupo de Majacuña se mudó río arriba a Culebra, y volvió río abajo bajo el liderazgo de Paúl Padamo tras la muerte de Turón. La familia de Santana fundó otras dos aldeas, Yacade y Tawadi. Santana se casó y fundó Cawadimaña junto a su cuñado Teodoro y su hermano Antonio. Cuando tenía alrededor de veinte años, Santana vivía en Socosocoña. En 1957–8, fundó Acanaña junto a misioneros evangélicos de Nuevas Tribus, desobedeciendo a Padamo y creando un cisma social en el que ambos compartieron el liderazgo. Santana sería el primer pastor yekuana de Nuevas Tribus. En los 1980, se mudó a Puerto Ayacucho y fundó Carijunagua, y a mediados de los 2000 fundó allí la iglesia Maranatha junto a su hijo Ignacio. Santana murió en 2017 y Maranatha fue abandonada por una familia y las cuñadas de Ignacio.